# JurisPedia
JurisPedia est un projet encyclopédique d'initiative universitaire consacré aux droits du monde et aux sciences juridiques et politiques.

## Développement
Jurispedia est développé à l'initiative de :
- la faculté de droit de l'université de Cần Thơ, au Viêt Nam ;
- la faculté de droit de l'université de Groningue, aux Pays-Bas
- l'équipe JURIS de l'Université du Québec à Montréal, Québec, Canada ;
- l'Institut für Rechtsinformatik (de) de l'université de la Sarre, en Allemagne ;
- l'IREDIC (Institut de Recherche et d'Etudes en Droit de l'Information et de la Communication) de l'Université Paul Cézanne Aix-Marseille III, en France ;
- de l'African Legal Information Institute (en).

Cette liste vise à être étoffée, des équipes de recherche volontaires sont invitées à se joindre au projet, notamment dans les pays du sud.

## Concept
Pour assurer une représentation correcte des diverses sensibilités, les différentes versions linguistiques de JurisPedia (arabe, anglais, allemand, castillan, français, mandarin et néerlandais) ont vocation à être hébergées sur des serveurs situés dans différentes zones géographiques concernées, assurant par ailleurs les sauvegardes de l'ensemble des versions. Actuellement la version en langue allemande de JurisPedia est hébergée dans l'Université de la Sarre, celle en langue néerlandaise à l'Université de Groningue. Cette solution assurant une certaine indépendance de l'ensemble du projet. La version francophone (et les versions en attente d'un autre hébergement) utilise le réseau universitaire français Renater.
Le wiki est organisé par pays, tous les droits ayant vocation à être représentés de la même façon afin que les différents concepts soient correctement expliqués dans la diversité des systèmes juridiques (un même terme pouvant avoir une signification juridique différente d'un pays à l'autre). Compte tenu de la discipline, l'approche éditoriale est constituée autour de la vérité (le droit en l'état), des avis personnels (et signés) d'universitaires sont possibles dans le respect de la Déclaration universelle des droits de l'homme.
À long terme, l'objectif du projet est d'offrir à tous les utilisateurs une information juridique validée a posteriori par des universitaires, de façon à réduire les risques d'information erronées ou imprécises. JurisPedia vise également à offrir aux juristes et universités du monde entier une information permettant de faciliter les recherches en droit comparé.

### Technologies
JurisPedia utilise le logiciel MediaWiki de gestion de contenu collaboratif. Il ne s'agit pas d'un projet de la fondation Wikimedia. Le choix a été porté pour les contenus sur une licence Creative Commons (by‑nc‑sa 2.0).
Au niveau sémantique, les relations, attributs, thésaurus, ontologies, et tout ce qui est rendu disponible au format RDF, via l'extension Semantic MediaWiki ou toute autre extension ultérieure, sont soumis aux conditions de la licence Creative Commons cc-by-sa 2.5

### Version francophone
La version en français a commencé le 28 octobre 2004, depuis 2012 JurisPedia est membre du Mouvement pour l'accès libre au droit
Le 10 mars 2014, la version en français de JurisPedia et l'Ordre des Avocats du Barreau de Paris ont signé une charte en vue d'échanger et de partager leurs informations en vue de la création de « la Grande Bibliothèque du Droit » (laGBD).